# Certiorari
En derecho, el certiorari es un proceso judicial para solicitar la revisión judicial de una decisión de un tribunal inferior o de un organismo gubernamental. Certiorari procede del nombre de un mandamiento prerrogativo inglés, emitido por un tribunal superior para ordenar que el expediente del tribunal inferior se envíe al tribunal superior para su revisión.
Derivado del derecho anglosajón, el certiorari es frecuente en los países que utilizan el derecho común o están influidos por él. Ha ido evolucionando en el ordenamiento jurídico de cada nación, a medida que se producen decisiones judiciales y modificaciones legislativas. En el derecho moderno, el certiorari está reconocido en muchas jurisdicciones, como Inglaterra y Gales (ahora denominado «quashing order»), Canadá, India, Irlanda, Filipinas y Estados Unidos. Con la expansión del derecho administrativo en los siglos XIX y XX, el recurso de certiorari ha adquirido un uso más amplio en muchos países, para revisar las decisiones de los órganos administrativos, así como de los tribunales inferiores.

## Etimología
El término certiorari proviene de las palabras usadas al principio de estos escritos cuando se redactaban en latín: certiorari [volumus] «[deseamos] tener más certeza». Certiorari es el presente infinitivo pasivo del verbo latino certioro, certiorare («informar, informar, mostrar»). A menudo se abrevia cert. en los Estados Unidos, en particular en relación con las solicitudes de revisión de una decisión de un tribunal inferior ante el Tribunal Supremo de los Estados Unidos.

## Origen

### Antigua Roma
El uso histórico se remonta al derecho romano. En el derecho romano, certiorari se sugería en términos de revisión de un caso -de forma muy parecida a como se aplica el término hoy en día-, aunque el término también se utilizaba por escrito para indicar la necesidad o el deber de informar a otras partes de la resolución de un tribunal. Era un término muy técnico que sólo aparecía en latín jurisprudencial, con mayor frecuencia en las obras de Ulpiano.
El término certiorari se encuentra a menudo en la literatura romana sobre derecho, pero aplicado de forma filosófica más que tangible cuando se refiere a la acción de revisión de un caso o de aspectos de un caso. Esencialmente, afirma que el caso será escuchado.

### Auto de prerrogativa inglés
En el derecho común inglés, el certiorari era un mandamiento de supervisión que servía para mantener «todas las jurisdicciones inferiores dentro de los límites de su autoridad... [protegiendo] la libertad del sujeto mediante una interposición rápida y sumaria». [protegiendo] la libertad del sujeto, mediante una interposición rápida y sumaria». En Inglaterra y Gales, el Tribunal de King's Bench tenía el deber de supervisar a todos los tribunales inferiores, y estaba facultado para emitir todos los autos necesarios para el cumplimiento de ese deber; los magistrados de ese Tribunal no parecían tener ningún poder discrecional en cuanto a su conocimiento, siempre que una solicitud de auto de avocación cumpliera los criterios establecidos, ya que se derivaba de su deber de supervisión.

Con el paso del tiempo, el certiorari se convirtió en un importante recurso del Estado de derecho:
El certiorari se utiliza para llevar ante el Tribunal Supremo la decisión de un tribunal o autoridad inferior con el fin de que pueda ser investigada. Si la decisión no supera la prueba, se anula, es decir, se declara completamente inválida, de modo que nadie tiene por qué respetarla.

La política subyacente es que todos los tribunales y autoridades inferiores sólo tienen jurisdicción o poderes limitados y deben mantenerse dentro de sus límites legales. Esta es la preocupación de la Corona, en aras de una administración ordenada de la justicia, pero es una queja privada la que pone en movimiento a la Corona.